# Stazione meteorologica di Foggia Amendola
La stazione meteorologica di Foggia Amendola è la stazione meteorologica di riferimento per il servizio meteorologico dell'Aeronautica Militare e per l'Organizzazione Mondiale della Meteorologia, relativa all'area rurale attorno alla città di Foggia.

## Caratteristiche
La stazione meteorologica si trova nell'Italia meridionale, in Puglia, in provincia di Foggia, nel comune di San Marco in Lamis, nell'area aeroportuale di Amendola, a 60 metri s.l.m. e alle coordinate geografiche 41°32′11.02″N 15°43′01.43″E.

## Medie climatiche ufficiali

### Dati climatologici 1971-2000
In base alle medie climatiche del periodo 1971-2000, la temperatura media del mese più freddo, gennaio, è di +7,5 °C, mentre quella del mese più caldo, agosto, è di +25,1 °C; mediamente si contano 19 giorni di gelo all'anno e 67 giorni con temperatura massima uguale o superiore ai +30 °C. I valori estremi di temperatura registrati nel medesimo trentennio sono i -10,4 °C del gennaio 1985 e i +43,8 °C del luglio 1983.
Le precipitazioni medie annue si attestano a 469 mm, con minimo in estate, picco massimo in inverno in autunno.
L'umidità relativa media annua fa registrare il valore di 71,2 % con minimo di 62 % a luglio e massimo di 80 % a dicembre; mediamente si contano 34 giorni di nebbia all'anno.
Di seguito è riportata la tabella con le medie climatiche e i valori massimi e minimi assoluti registrati nel trentennio 1971-2000 e pubblicati nell'Atlante Climatico d'Italia del Servizio Meteorologico dell'Aeronautica Militare relativo al medesimo trentennio.
| Foggia Amendola (1971-2000)     | Mesi         | Mesi        | Mesi        | Mesi        | Mesi        | Mesi        | Mesi        | Mesi        | Mesi        | Mesi        | Mesi        | Mesi        | Stagioni | Stagioni | Stagioni | Stagioni | Anno  |
| Foggia Amendola (1971-2000)     | Gen          | Feb         | Mar         | Apr         | Mag         | Giu         | Lug         | Ago         | Set         | Ott         | Nov         | Dic         | Inv      | Pri      | Est      | Aut      | Anno  |
| ------------------------------- | ------------ | ----------- | ----------- | ----------- | ----------- | ----------- | ----------- | ----------- | ----------- | ----------- | ----------- | ----------- | -------- | -------- | -------- | -------- | ----- |
| T. max. media (°C)              | 11,9         | 12,7        | 15,3        | 18,5        | 24,2        | 28,8        | 31,8        | 31,8        | 27,5        | 22,2        | 16,3        | 12,9        | 12,5     | 19,3     | 30,8     | 22,0     | 21,2  |
| T. media (°C)                   | 7,5          | 7,8         | 9,9         | 12,7        | 17,8        | 22,1        | 24,9        | 25,1        | 21,4        | 16,8        | 11,6        | 8,6         | 8,0      | 13,5     | 24,0     | 16,6     | 15,5  |
| T. min. media (°C)              | 3,1          | 3,0         | 4,5         | 6,9         | 11,3        | 15,3        | 18,1        | 18,4        | 15,3        | 11,5        | 6,9         | 4,3         | 3,5      | 7,6      | 17,3     | 11,2     | 9,9   |
| T. max. assoluta (°C)           | 21,4 (1979)  | 23,4 (1977) | 25,4 (1994) | 28,4 (1983) | 35,8 (1994) | 43,2 (1982) | 43,8 (1983) | 43,0 (1999) | 39,6 (1994) | 35,4 (1991) | 26,4 (1977) | 22,2 (1979) | 23,4     | 35,8     | 43,8     | 39,6     | 43,8  |
| T. min. assoluta (°C)           | −10,4 (1985) | −6,4 (1991) | −5,0 (1996) | −4,0 (1997) | 1,6 (1981)  | 7,6 (1980)  | 10,4 (1984) | 10,0 (1993) | 6,6 (1972)  | 0,0 (1972)  | −4,6 (1973) | −4,0 (2000) | −10,4    | −5,0     | 7,6      | −4,6     | −10,4 |
| Giorni di calura (Tmax ≥ 30 °C) | 0,0          | 0,0         | 0,0         | 0,0         | 1,7         | 11,6        | 22,6        | 22,2        | 7,8         | 0,0         | 0,0         | 0,0         | 0,0      | 1,7      | 56,4     | 7,8      | 65,9  |
| Giorni di gelo (Tmin ≤ 0 °C)    | 5,4          | 5,5         | 2,7         | 0,5         | 0,0         | 0,0         | 0,0         | 0,0         | 0,0         | 0,0         | 0,9         | 3,3         | 14,2     | 3,2      | 0,0      | 0,9      | 18,3  |
| Precipitazioni (mm)             | 35,5         | 41,3        | 39,8        | 37,7        | 36,1        | 33,5        | 26,0        | 28,6        | 42,3        | 45,6        | 58,3        | 44,5        | 121,3    | 113,6    | 88,1     | 146,2    | 469,2 |
| Giorni di nebbia                | 5,8          | 4,0         | 3,5         | 2,2         | 1,7         | 0,5         | 0,1         | 0,3         | 1,1         | 3,6         | 5,1         | 4,6         | 14,4     | 7,4      | 0,9      | 9,8      | 32,5  |
| Umidità relativa media (%)      | 79           | 75          | 73          | 71          | 69          | 64          | 62          | 63          | 68          | 72          | 78          | 80          | 78       | 71       | 63       | 72,7     | 71,2  |

### Dati climatologici 1961-1990
In base alle medie di riferimento trentennale (1961-1990), la temperatura media del mese più freddo, gennaio, si attesta a +7,3 °C, mentre quella del mese più caldo, luglio, è di +24,8 °C. Nel medesimo trentennio, la temperatura minima assoluta ha toccato i -10,4 °C nel gennaio 1985 (media delle minime assolute annue di -4,6 °C), mentre la massima assoluta ha fatto registrare i +43,8 °C nel luglio 1983 (media delle massime assolute annue di +39,0 °C).
La nuvolosità media annua si attesta a 3,7 okta giornalieri, con minimo di 2,1 okta giornalieri a luglio e massimo di 4,7 okta giornalieri a febbraio.
Le precipitazioni medie annue sono leggermente inferiori ai 500 mm e distribuite in modo simile e in scarse quantità in ogni mese dell'anno, pur con un relativo minimo estivo ed un picco autunnale molto moderato.
L'umidità relativa media annua fa registrare il valore di 71,9% con minimo di 61% a luglio e massimo di 81% a dicembre.
L'eliofania assoluta media annua si attesta a 6,7 ore giornaliere, con massimo di 10,5 ore giornaliere a luglio e minimo di 3,7 ore giornaliere a dicembre.
La pressione atmosferica media annua normalizzata al livello del mare è di 1015,2 hPa, con massimo di 1018 hPa ad ottobre e minimi di 1013 hPa ad aprile e a dicembre.
| Foggia Amendola (1961-1990)                          | Mesi         | Mesi        | Mesi        | Mesi        | Mesi        | Mesi        | Mesi        | Mesi        | Mesi        | Mesi        | Mesi        | Mesi        | Stagioni | Stagioni | Stagioni | Stagioni | Anno    |
| Foggia Amendola (1961-1990)                          | Gen          | Feb         | Mar         | Apr         | Mag         | Giu         | Lug         | Ago         | Set         | Ott         | Nov         | Dic         | Inv      | Pri      | Est      | Aut      | Anno    |
| ---------------------------------------------------- | ------------ | ----------- | ----------- | ----------- | ----------- | ----------- | ----------- | ----------- | ----------- | ----------- | ----------- | ----------- | -------- | -------- | -------- | -------- | ------- |
| T. max. media (°C)                                   | 11,6         | 12,6        | 15,1        | 18,7        | 24,1        | 28,4        | 31,6        | 31,4        | 27,6        | 22,1        | 16,7        | 12,7        | 12,3     | 19,3     | 30,5     | 22,1     | 21,0    |
| T. min. media (°C)                                   | 2,9          | 3,1         | 4,6         | 7,0         | 11,1        | 15,0        | 17,9        | 18,0        | 15,2        | 11,4        | 7,0         | 4,2         | 3,4      | 7,6      | 17,0     | 11,2     | 9,8     |
| T. max. assoluta (°C)                                | 21,4 (1979)  | 23,4 (1977) | 25,4 (1990) | 28,5 (1968) | 34,5 (1973) | 43,2 (1982) | 43,8 (1983) | 40,8 (1988) | 37,0 (1982) | 31,0 (1967) | 26,6 (1963) | 22,2 (1979) | 23,4     | 34,5     | 43,8     | 37,0     | 43,8    |
| T. min. assoluta (°C)                                | −10,4 (1985) | −8,0 (1969) | −5,2 (1963) | −1,2 (1980) | 1,6 (1981)  | 6,5 (1962)  | 10,3 (1964) | 10,2 (1965) | 6,6 (1972)  | 0,0 (1972)  | −4,6 (1973) | −4,0 (1961) | −10,4    | −5,2     | 6,5      | −4,6     | −10,4   |
| Giorni di gelo (Tmin ≤ 0 °C)                         | 7            | 6           | 3           | 0           | 0           | 0           | 0           | 0           | 0           | 0           | 1           | 4           | 17       | 3        | 0        | 1        | 21      |
| Nuvolosità (okta al giorno)                          | 4,6          | 4,7         | 4,5         | 4,3         | 3,9         | 3,3         | 2,1         | 2,2         | 2,9         | 3,6         | 4,3         | 4,5         | 4,6      | 4,2      | 2,5      | 3,6      | 3,7     |
| Precipitazioni (mm)                                  | 41,7         | 40,5        | 42,9        | 36,4        | 37,1        | 35,6        | 26,0        | 27,2        | 45,6        | 52,6        | 52,6        | 56,5        | 138,7    | 116,4    | 88,8     | 150,8    | 494,7   |
| Giorni di pioggia                                    | 9            | 9           | 9           | 9           | 6           | 4           | 2           | 3           | 6           | 8           | 11          | 10          | 28       | 24       | 9        | 25       | 86      |
| Umidità relativa media (%)                           | 80           | 77          | 74          | 71          | 69          | 65          | 61          | 64          | 68          | 74          | 79          | 81          | 79,3     | 71,3     | 63,3     | 73,7     | 71,9    |
| Eliofania assoluta (ore al giorno)                   | 3,9          | 4,7         | 5,4         | 6,8         | 8,4         | 9,4         | 10,5        | 9,6         | 7,8         | 6,1         | 4,5         | 3,7         | 4,1      | 6,9      | 9,8      | 6,1      | 6,7     |
| Radiazione solare globale media (centesimi di MJ/m²) | 648          | 950         | 1 390       | 1 902       | 2 329       | 2 522       | 2 588       | 2 256       | 1 755       | 1 198       | 756         | 562         | 2 160    | 5 621    | 7 366    | 3 709    | 18 856  |
| Pressione a 0 metri s.l.m. (hPa)                     | 1 016        | 1 015       | 1 015       | 1 013       | 1 015       | 1 015       | 1 015       | 1 014       | 1 017       | 1 018       | 1 016       | 1 013       | 1 014,7  | 1 014,3  | 1 014,7  | 1 017    | 1 015,2 |

## Valori estremi

### Temperature estreme mensili dal 1944 ad oggi
Nella tabella sottostante sono riportate le temperature massime e minime assolute mensili, stagionali ed annuali dal 1944 ad oggi, con il relativo anno in cui si queste si sono registrate. La massima assoluta del periodo esaminato di +45,2 °C è del 24 luglio 2007, mentre la minima assoluta di -10,4 °C risale all'8 gennaio 1985.
È stata invalidata dalle elaborazioni statistiche per questo database la temperatura massima di +47,0 °C del 25/06/2007 fornita dal SYREP. Quel giorno si dimostra un'anomala impennata di 3 °C fra un METAR e l'altro, sperimentando appunto l'inattendibile valore di 47,0 °C precedentemente omologato, ma che risulta superiore agli standard e alle carte di reanalisi oltre che alle temperature massime contemporaneamente registrate dalle altre stazioni meteorologiche presenti in zona.
| Foggia Amendola (1944-2024) | Mesi         | Mesi        | Mesi              | Mesi        | Mesi        | Mesi        | Mesi        | Mesi        | Mesi        | Mesi        | Mesi        | Mesi        | Stagioni | Stagioni | Stagioni | Stagioni | Anno  |
| Foggia Amendola (1944-2024) | Gen          | Feb         | Mar               | Apr         | Mag         | Giu         | Lug         | Ago         | Set         | Ott         | Nov         | Dic         | Inv      | Pri      | Est      | Aut      | Anno  |
| --------------------------- | ------------ | ----------- | ----------------- | ----------- | ----------- | ----------- | ----------- | ----------- | ----------- | ----------- | ----------- | ----------- | -------- | -------- | -------- | -------- | ----- |
| T. max. assoluta (°C)       | 21,4 (1979)  | 23,4 (1977) | 32,0 (2001)       | 30,2 (2024) | 36,6 (2009) | 44,0 (2007) | 45,2 (2007) | 43,6 (2007) | 42,6 (2008) | 35,4 (1991) | 28,7 (2022) | 23,4 (2004) | 23,4     | 36,6     | 45,2     | 42,6     | 45,2  |
| T. min. assoluta (°C)       | −10,4 (1985) | −8,0 (1969) | −5,2 (1963, 2005) | −4,0 (1997) | 1,6 (1981)  | 6,5 (1962)  | 10,3 (1964) | 10,0 (1993) | 6,6 (2007)  | 0,0 (1972)  | −4,6 (1973) | −5,0 (2007) | −10,4    | −5,2     | 6,5      | −4,6     | −10,4 |